# Max Friedmann (Politiker, 1864)

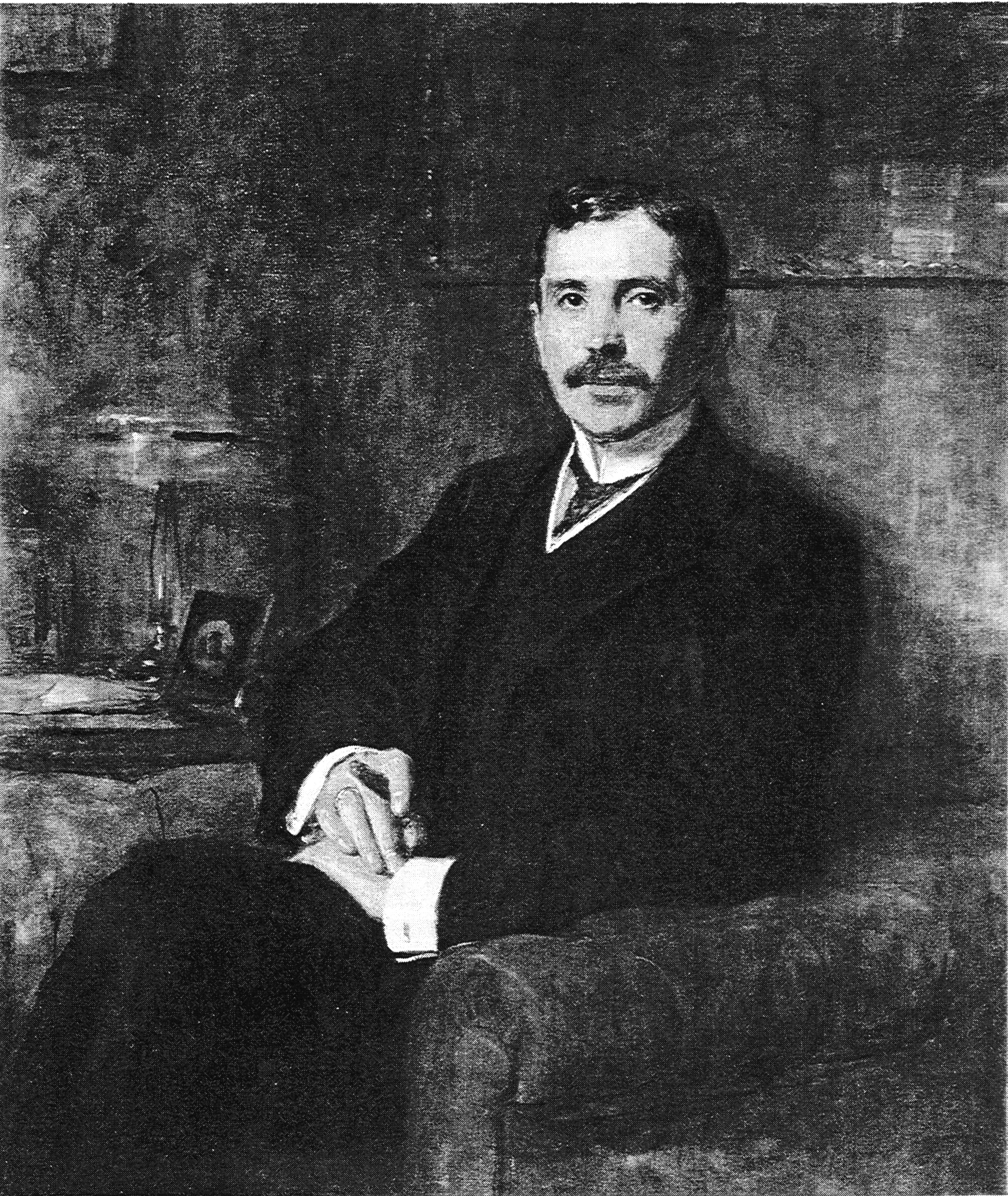
Max Friedmann

Maximilian Friedmann (* 14. April 1864 in Reschitza, Banat, Kaisertum Österreich; † 23. August 1936 in Bad Ischl) war ein österreichischer Industrieller sowie Politiker, 1918 Gründungsmitglied der Bürgerlich-demokratischen Partei und 1919 der Bürgerlichen Arbeitspartei. Er war von 1911 bis 1918 Abgeordneter zum Reichsrat und 1918–1920 Mitglied der Provisorischen Nationalversammlung für Deutschösterreich sowie der Konstituierenden Nationalversammlung der Ersten Republik. Der Miteigentümer der Maschinenfabrik Alex. Friedmann war zudem hoher Funktionär von Industrieverbänden.

## Familie, Ausbildung und Beruf

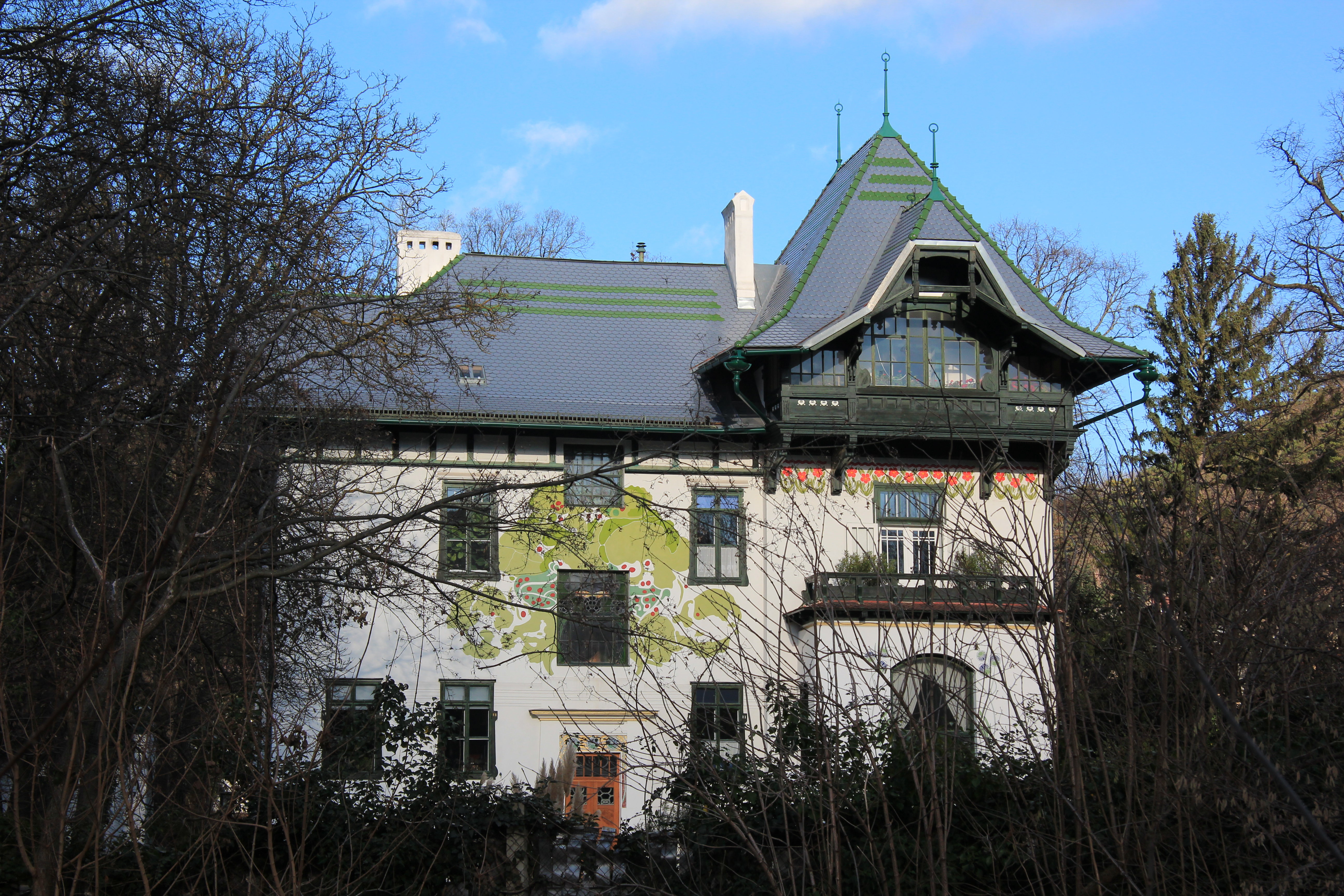
in der Gemeinde Hinterbrühl

Friedmanns Familie war ursprünglich jüdisch, 1872 wurde er aber katholisch getauft. Nach dem Besuch der Volksschule und des Akademischen Gymnasiums in Wien ging er zwischen 1883 und 1885 an die Technische Hochschule in Wien. Durch den Tod seines Vaters Alexander Friedmann wurde er 1882 – bis 1884 noch unter Vormundschaft stehend – gemeinsam mit seinem Bruder Louis Philipp Friedmann Gesellschafter der Maschinenfabrik Alex. Friedmann, die Einspritzpumpen, Schmiertechnik, Eisenbahn-Heizsysteme und von 1904 bis 1910 auch Automobile der Marke Friedmann-Knoller herstellte. Mit Johanna von Mihanović, die er 1894 heiratete, hatte Friedmann zwei Töchter.

## Verbandsfunktionen
- Vizepräsident des Bundes österreichischer Industrieller (1909–1914)
- Präsident der wirtschaftlichen Zentrale für Gewerbe, Handel und Industrie (ab 1910)
- Vizepräsident des Reichsverbands der österreichischen Industrie (1918)
- Vorstandsmitglied der Vereinigung der deutsch-österreichischen Industrie bzw. des Hauptverbands der Industrie Österreichs (1919–1922)

## Politische Mandate
- 17. Juli 1911 bis 12. November 1918: Abgeordneter des Abgeordnetenhauses im Reichsrat (XII. Legislaturperiode), Wahlbezirk Österreich unter der Enns 3 (Wien Innere Stadt), fraktionslos, 1916–17 Deutscher Nationalverband, ab 1917 Klubobmann-Stellvertreter der Deutschfreiheitlichen Vereinigung
- 21. Oktober 1918 bis 16. Februar 1919: Mitglied der Provisorischen Nationalversammlung, DnP
- 4. März 1919 bis 9. November 1920: Mitglied der Konstituierenden Nationalversammlung, ohne Klubzugehörigkeit (als einziger Abgeordneter der Bürgerlich-Demokratischen Partei)